# حارة الوحدة (حزيز)

تعديل مصدري - تعديل

حارة الوحدة هي إحدى حارات حي حزيز بمديرية ضواحي الأمانة سنحان وبني بهلول إحد مديريات مدينة صنعاء، بلغ تعداد سكانها 10,820 نسمة حسب تعداد اليمن لعام 2004.